# David Drasin
David Drasin (Filadélfia, 3 de novembro de 1940) é um matemático estadunidense, que trabalha com teoria das funções.
Drasin estudou na Universidade Temple (bacharelado 1962) e obteve um doutorado em 1966 na Universidade Cornell, orientado por Wolfgang Heinrich Johannes Fuchs, com a tese An integral Tauberian theorem and other topics.. Foi depois professor assistente, a partir de 1969 professor associado e a partir de 1974 professor da Universidade de Purdue. Em 2005 foi professor visitante na Universidade de Kiel e em 2005/2006 na Universidade de Helsinque.
Foi palestrante convidado do Congresso Internacional de Matemáticos em Zurique (1994).